# Марко Флорес
Марко Флорес (шп. Marco Flores; Сан Педро Сула, 11. август 1998) хондураски је пливач који се такмичи у спринтерским тркама слободним и прсним стилом.

## Спортска каријера
На међународној сцени је дебитовао 2016. на светском првенству у малим базенима у канадском Виндзору, где му је најбољи појединачни резултат било 74. место у квалификацијама трке на 100 мешовито. 
Године 2017. одлази у Сједињене Државе на студије на Универзитету Мисурија, где паралелно са студиорањем наступа за пливачки тим свог универзитета. На светску сцену се враћа након готово три године, пошто учествује на првенству централне Америке и Кариба одржаном у јуну 2019. на Барбадосу, где осваја две сребрне медаље у тркама на 50 прсно и 50 слободно. Била су то уједно и његове прве медаље на међународној сцени.
Пар недеља касније дебитује на светском првенству у великим базенима у корејском Квангџуу, где учествује у квалификационим тркама на 50 слободно (68. место) и 50 прсно (50. место). Годину је окончао учешћем на Панамеричким играма у Лими (21. на 50 слободно и 22. на 100 слободно). 